# Haliophis guttatus
Haliophis guttatus är en fiskart som först beskrevs av Forsskål, 1775.  Haliophis guttatus ingår i släktet Haliophis och familjen Pseudochromidae. Inga underarter finns listade i Catalogue of Life.